# Karin Ward

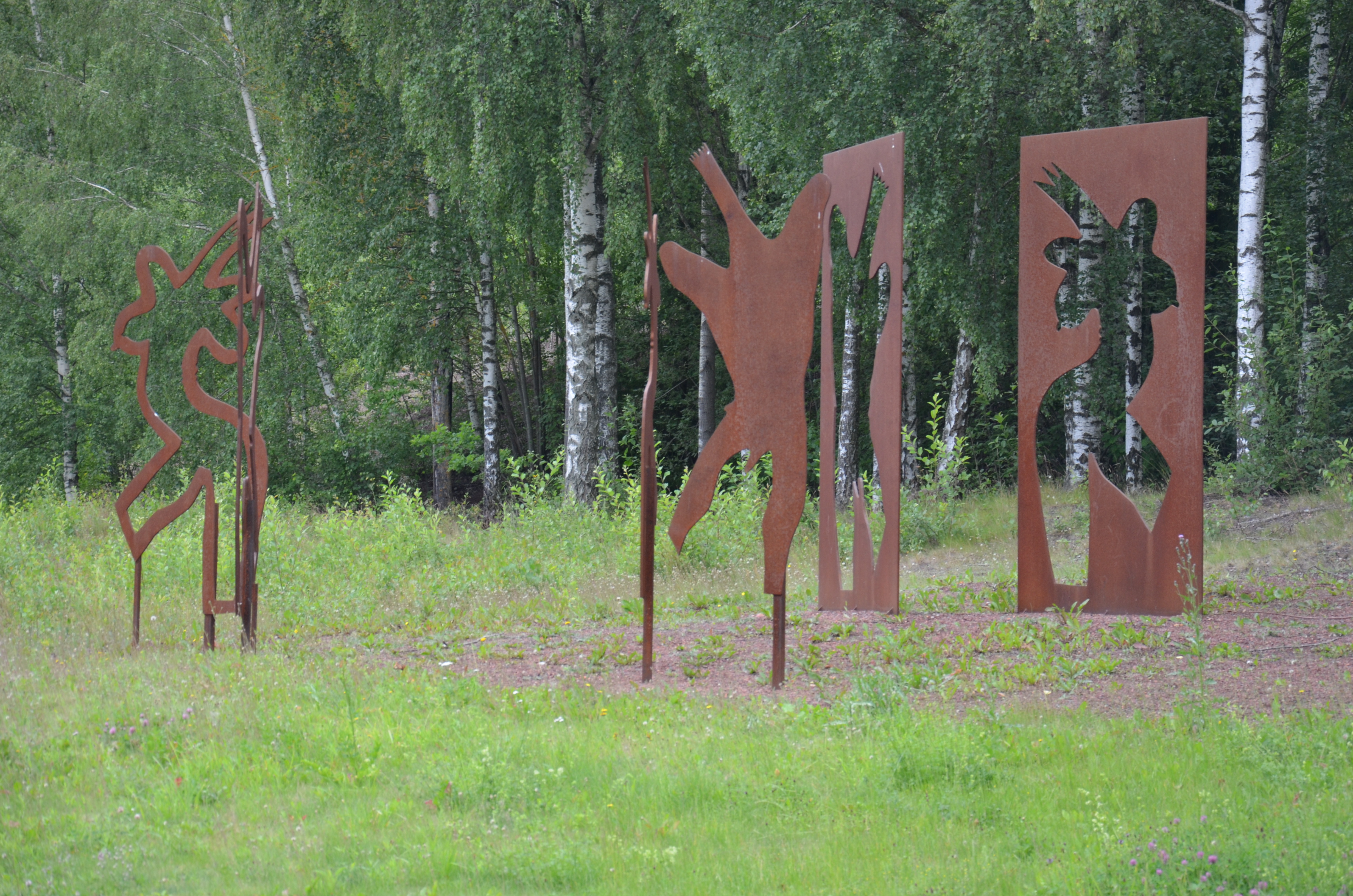
Dansen (2001), Konst på Hög

Karin Astrid Birgitta Ward, född 30 juni 1940 i Ljusdal, är en svensk skulptör.
Hon studerade vid Konstfack i Stockholm 1957-1961 och har bland annat varit bosatt i Egypten och Frankrike. Åren 2010 och 2011 deltog hon i den internationella konstmässan Carrousel du Louvre på Louvren i Paris.

## Offentliga verk i urval
- Minnesmärke över Harald Forss, Drottninggatan 33 i Örebro
- Dansen, 2001, Konst på Hög i Kvarntorp
- Molnskådarbänk, Naturens Hus i Örebro
- Sommar mellan golv och tak, Vårdyrkesskolan Örebro
- Blåbärsskogen, Barnbiblioteket i Örebro
- Gustav V, plexiglasfigurer, Risbergska skolan i Örebro